# Kaori Takeyama
Kaori Takeyama (jap. 武山香里 Takeyama Kaori; ur. 12 stycznia 1972 w Rumoi) – japońska snowboardzistka. Zajęła 22. miejsce w halfpipe’ie na igrzyskach w Nagano. Na mistrzostwach świata najlepszy wynik uzyskała na mistrzostwach w San Candido, gdzie zajęła 10. miejsce w halfpipe’ie. Najlepsze wyniki w Pucharze Świata osiągnęła w sezonie 1996/1997, kiedy to zajęła 28. miejsce w klasyfikacji generalnej, a w klasyfikacji halfpipe’a była piąta.
W 1998 r. zakończyła karierę.

## Sukcesy

### Igrzyska olimpijskie
| Miejsce | Dzień     | Rok  | Miejscowość | Konkurencja | Zwycięzca    |
| ------- | --------- | ---- | ----------- | ----------- | ------------ |
| 22.     | 12 lutego | 1998 | Nagano      | Halfpipe    | Nicola Thost |

### Mistrzostwa Świata
| Miejsce | Dzień       | Rok  | Miejscowość | Konkurencja | Zwycięzca       |
| ------- | ----------- | ---- | ----------- | ----------- | --------------- |
| 10.     | 24 stycznia | 1997 | San Candido | Halfpipe    | Anita Schwaller |

### Puchar Świata

#### Miejsca w klasyfikacji generalnej
- 1994/1995 – –
- 1996/1997 – 28.
- 1997/1998 – 127.

#### Miejsca na podium
1. Alts – 3 lutego 1995 (Halfpipe) – 2. miejsce
2. Morzine – 16 marca 1997 (Halfpipe) – 3. miejsce